# Манеж (деревня)
Манеж — деревня в городском округе Шаховская Московской области России.

## Население
| 1852 | 1859 | 1926 | 2002 | 2006 | 2010 |
| ---- | ---- | ---- | ---- | ---- | ---- |
| 366  | ↘281 | ↘241 | ↘48  | ↘39  | ↗41  |

По данным Всероссийской переписи 2010 года численность постоянного населения составила 41 человек (21 мужчина, 20 женщин).

## География
Расположена примерно в 14 км к северо-северо-западу от районного центра — посёлка городского типа Шаховская, на левом берегу реки Дубенки, впадающей в Издетель. На территории зарегистрировано три садоводческих товарищества. Соседние населённые пункты — село Раменье, деревни Воскресенское, Новомихайловское, Тарасово и Плоское. В деревню иногда заезжает автобус № 33 до райцентра.

## Название
В духовной грамоте 1506 года князя волоцкого Фёдора Борисовича и грамоте 1511 года великого князя Василия Васильевича упоминается село Монеж.
На плане Генерального межевания 1784 года на левом берегу реки Дубенки показана деревня Семиосенки (на межевой уездной карте — Семисосенье). В экономических примечаниях к межевому плану сообщается, что эта деревня относилась к расположенному в трёх верстах от неё селу Ивановское, Плоское тож, в котором находился «конской завод, лошади аглицкой породы».
В списке 1862 года — деревня Манеж (Семясино), где второе название продолжает ряд Семиосенки → Семисосенье → Семясино. Таким образом название Манеж либо является возрождением исторического Монеж с неясной этимологией, либо обусловлено близостью к селу с конным заводом, в котором мог находиться манеж.

## Исторические сведения
В 1769 году деревня Семиосинки относилась к Издетелемскому стану Волоколамского уезда Московской губернии и входила в состав владения князя Ивана Ивановича Лобанова-Ростовского. В деревне было 24 двора и 68 душ.
В середине XIX века деревня Манеж относилась ко 2-му стану Волоколамского уезда и принадлежала князю Михаилу Николаевичу Голицыну. В деревне было 48 дворов, крестьян 157 душ мужского пола и 209 душ женского.
На карте Московской губернии 1860 года Ф. Ф. Шуберта — Семясина.
В «Списке населённых мест» 1862 года Манеж (Семясино) — владельческая деревня 1-го стана Волоколамского уезда Московской губернии по правую сторону Московского тракта, шедшего от границы Зубцовского уезда на город Волоколамск, в 46 верстах от уездного города, при речке Чёрной, с 40 дворами и 281 жителем (143 мужчины, 138 женщин).
По данным на 1890 год деревня Манеж входила в состав Плосковской волости, число душ мужского пола составляло 149 человек.
В 1913 году — 45 дворов.
Постановлением президиума Моссовета от 24 марта 1924 года Плосковская волость была ликвидирована и включена в состав Раменской волости.
По материалам Всесоюзной переписи населения 1926 года — деревня Воскресенского сельсовета, проживал 241 житель (107 мужчин, 134 женщины), насчитывалось 41 крестьянское хозяйство.
С 1929 года — населённый пункт в составе Шаховского района Московской области.
1994—2006 гг. — деревня Раменского сельского округа.
2006—2015 гг. — деревня сельского поселения Раменское.
2015 — н. в. — деревня городского округа Шаховская.